# أوسكار فارغاس
أوسكار فارغاس (بالإسبانية: Óscar Vargas)‏ (1980 بهندوراس - ) هو لاعب كرة قدم هندوراسي في مركز الهجوم. لعب مع نادي ماراثون وComayagua F.C. ‏ ونادي بيدا.